# Torremayor
Torremayor – gmina w Hiszpanii, w prowincji Badajoz, w Estramadurze, o powierzchni 21 km². W 2011 roku gmina liczyła 1044 mieszkańców.